# Bijelite
Bijelite är en sjö i Vilhelmina kommun i Lappland och ingår i Ångermanälvens huvudavrinningsområde. Sjön är 20,2 meter djup, har en yta på 5,19 kvadratkilometer och är belägen 490 meter över havet. Sjön avvattnas av vattendraget Ångermanälven.

## Delavrinningsområde
Bijelite ingår i det delavrinningsområde (720209-148392) som SMHI kallar för Utloppet av Bijelite. Medelhöjden är 608 meter över havet och ytan är 36,47 kvadratkilometer. Räknas de 180 avrinningsområdena uppströms in blir den ackumulerade arean 1 762,99 kvadratkilometer. Avrinningsområdets utflöde Ångermanälven mynnar i havet. Avrinningsområdet består mestadels av skog (63 procent) och kalfjäll (18 procent). Avrinningsområdet har 5,17 kvadratkilometer vattenytor vilket ger det en sjöprocent på 14,2 procent.